# Raffetot

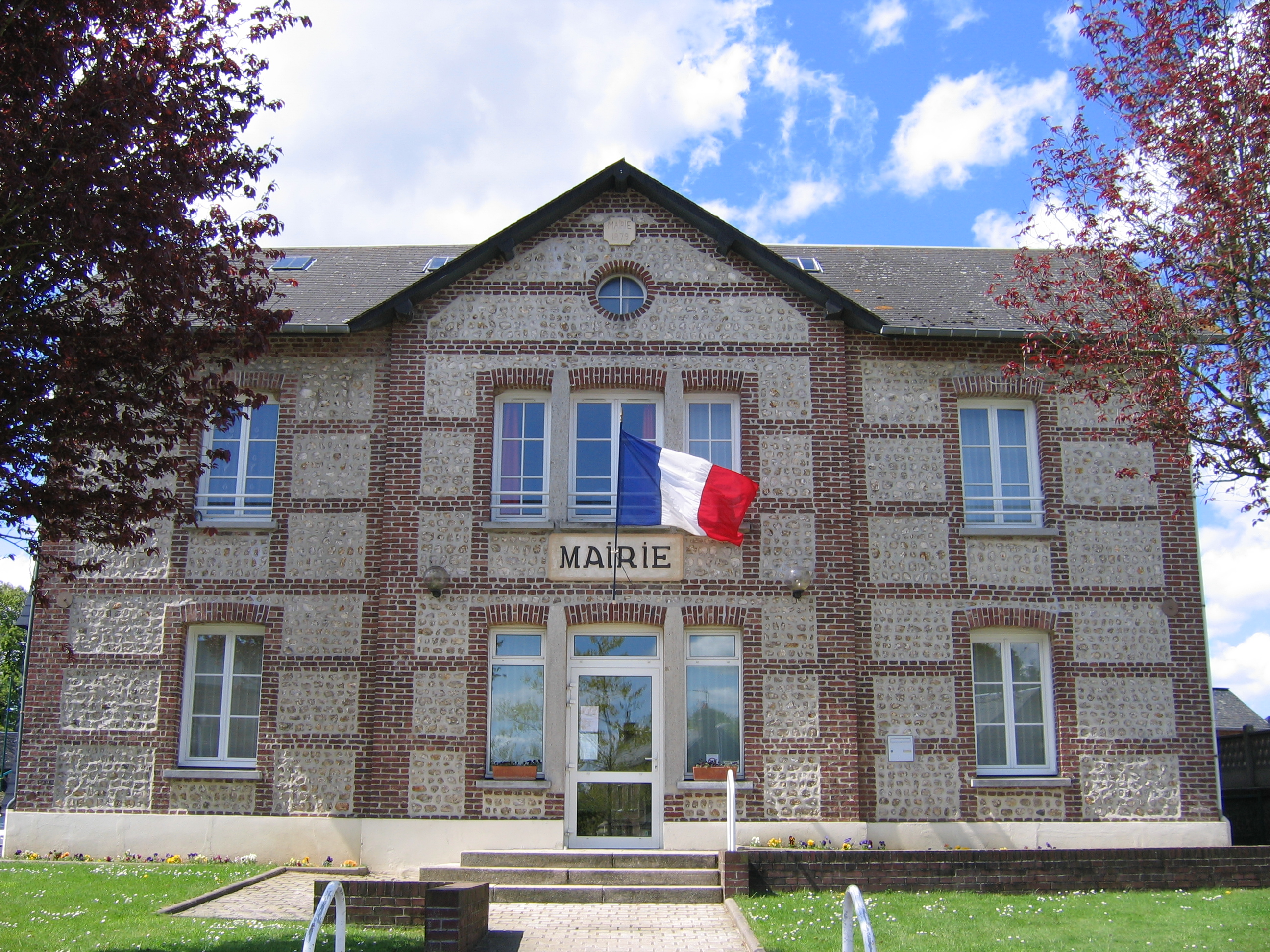
Gemeentehuis van Raffetot

Raffetot is een gemeente in het Franse departement Seine-Maritime (regio Normandië) en telt 458 inwoners (2004). De plaats maakt deel uit van het arrondissement Le Havre.

## Geografie
De oppervlakte van Raffetot bedraagt 6,9 km², de bevolkingsdichtheid is 66,4 inwoners per km².
De onderstaande kaart toont de ligging van Raffetot met de belangrijkste infrastructuur en aangrenzende gemeenten.

## Demografie
Onderstaande figuur toont het verloop van het inwonertal (bron: INSEE-tellingen).